# Longjumeau
Longjumeau je južno predmestje Pariza in občina v osrednjem francoskem departmaju Essonne regije Île-de-France. Leta 2007 je naselje imelo 21.166 prebivalcev.

## Geografija
Kraj leži v osrednji francoski pokrajini Île-de-France ob reki Yvette in njenem levem pritoku Rouillon, 18 km južno od središča Pariza.

## Uprava
Longjumeau je sedež istoimenskega kantona, v katerega so poleg njegove vključene še občine Épinay-sur-Orge, Villemoisson-sur-Orge in Villiers-sur-Orge z 42.223 prebivalci. Kanton se nahaja v okrožju Palaiseau.

## Pobratena mesta
- Bamba, Bourem (Mali),
- Bretten (Baden-Württemberg, Nemčija),
- Condeixa-a-Nova (Portugalska),
- Pontypool (Wales, Združeno kraljestvo).